# Brian Acton
Brian Acton (født 17. februar 1972) er en amerikansk programmør og medstifter (sammen med Jan Koum) af internetprogrammet WhatsApp. Efter at WhatsApp blev solgt til Facebook Inc. i februar 2014, forlod Acton i februar 2018 firmaet for at hellige sig den nystartede fond, Signal Foundation, der skal understøtte udviklingen af open source-teknologi til at beskytte internetbrugere og sikre ytringsfrihed og sikker global kommunikation. Signal Foundation etablerede Acton sammen med Moxie Marlinspike.